# Попова, Надежда Марковна
Наде́жда Ма́рковна Попо́ва (укр. Попова Надія Марківна; 29 октября 1923, Дубиевка, Киевская губерния — 22 октября 1998, Черкассы) — советская и украинская театральная актриса, Народная артистка Украины (1993). В 1947—1998 годах — актриса Черкасского областного музыкально-драматического театра имени Т. Г. Шевченко.

## Биография
Родилась 29 октября 1923 года в селе Дубиевка Черкасского района.
В 1940 году поступила на актёрский факультет Киевского государственного театрального института. Период немецко-фашистской оккупации (1941—1943) пережила в Дубиевке с родителями. В 1944 году работала заведующей библиотекой Черкасского педагогического института, с осени того же года продолжила обучение в театральном институте, где её педагогами были народные артисты СССР А. М. Бучма и Г. П. Юра, народные артисты УССР В. Б. Вильнер и П. М. Нятко, заслуженный деятель искусств УССР И. И. Чабаненко. В период учёбы получала персональную стипендию имени Марии Заньковецкой.
1 августа 1947 года, окончив институт с отличием, поступила в труппу Черкасского драматического театра им. Т. Г. Шевченко, где прослужила актрисой до конца жизни.
Более 15 лет[когда?] возглавляла областное отделение Союза театральных деятелей Украины. В 1957 и 1959 годах избиралась депутатом Черкасского городского совета депутатов трудящихся.
Преподавала[когда?] актёрское мастерство и сценическое слово в Черкасском педагогическом институте и на режиссёрских курсах руководителей художественной самодеятельности при областном управлении культуры.
Умерла 22 октября 1998 года в Черкассах. Похоронена в Черкассах.

### Семья
Муж — Николай Васильевич Попов (1907—1985), директор, художественный руководитель, режиссёр, актёр Черкасского областного музыкально-драматического театра им. Т. Г. Шевченко; Заслуженный артист Украинской ССР.

## Творчество
В театре сыграла более 170 ролей в спектаклях, поставленных режиссёрами Н. В. Поповым, А. А. Кучеренко, И. Рабичевым, Е. Гречуком, К. Капатским, О. Грибом, А. Ситником.

Для неё не было ни больших, ни малых ролей, потому что она относилась к своей работе очень серьёзно. Она сыграла в нашем театре всех шевченковских героинь.— Варвара Присяжненко, заведующая литературной частью Черкасского областного музыкально-драматического театра (цит. по:)

### Роли в театре
- Машенька — в одноимённой пьесе Афиногенова
- Татьяна Егорова — «За вторым фронтом» Собко
- Леди Мильфорд — «Коварство и любовь» Шиллера
- Ламбини Кирьякулис — «Остров Афродиты» А.Парниса
- Христя — «Гулящая» Панаса Мирного
- Ирина Сестрорецкая — «Третья патетическая» Погодина
- Валька — «Иркутская история» Арбузова
- Маруся Богуславка — в одноимённой пьесе Старицкого
- Мавра — «В воскресенье рано зелье копала» Кобылянской
- Полина — «Трибунал» Макайонка
- Варка — «Несчастная» Карпенко-Карого
- Бернарда Альба — «Дом Бернарды Альбы» Лорки
- Клавдия Пухляковой — «Цыган» Калинина
- Анна — «Мать — Служанка» по Шевченко
- Простакова — «Недоросль» Фонвизина.

## Награды
- Орден «Знак Почёта» (1960)[3][2];
- Народная артистка Украины (1993; первая среди артистов Черкасс)[1] — за значительный личный вклад в развитие украинского национального искусства, высокий профессионализм;
- Заслуженная артистка Украинской ССР (1965)[2];
- почётная гражданка Черкасс[1].

## Память
- В 2003 году имя Н. М. Поповой внесено в Галерею славы Черкасс[4].
- На доме 188 по улице Крещатик в Черкассах, где жила Н. М. Попова, в 2013 году (в день 90-летия со дня рождения актрисы) установлена мемориальная доска (скульптор Иван Лавриненко[укр.])[1][5].